# Euzophera empistocles
Euzophera empistocles is een vlinder uit de familie van de snuitmotten (Pyralidae). De wetenschappelijke naam van de soort is voor het eerst geldig gepubliceerd in 1969 door Roesler.